# غورو (مغن راب)
غورو (بالإنجليزية: Guru)‏ (و. 1961 – 2010 م) هو موسيقي، ومغني راب أمريكي، ولد في بوسطن، توفي في نيويورك، عن عمر يناهز 49 عاماً، بسبب سرطان، وورم نخاعي متعدد.

## التعليم
تعلم في معهد تقانة الموضة ‏، وكلية مورهاوس.

## وصلات خارجية
- غورو على موقع IMDb (الإنجليزية)
- غورو على موقع ميوزك برينز (الإنجليزية)
- غورو على موقع إن إن دي بي (الإنجليزية)
- غورو على موقع أول ميوزيك (الإنجليزية)
- غورو على موقع أول ميوزيك (الإنجليزية)
- غورو على موقع ديسكوغز (الإنجليزية)
- غورو على موقع ديسكوغز (الإنجليزية)
- غورو على موقع ديسكوغز (الإنجليزية)
- غورو على موقع ديسكوغز (الإنجليزية)
- غورو على موقع قاعدة بيانات الفيلم (الإنجليزية)
- غورو في قاعدة بيانات الأفلام على الإنترنت